# Progressione del record mondiale del miglio femminile

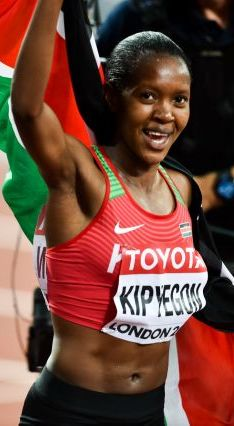
Faith Kipyegon, detentrice del record mondiale della specialità

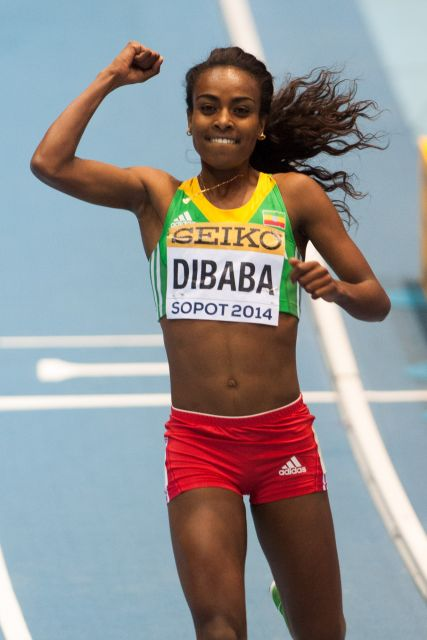
Genzebe Dibaba, detentrice del record mondiale indoor della specialità

La voce seguente illustra la progressione del record mondiale del miglio femminile di atletica leggera.
Il primo record mondiale femminile venne riconosciuto dalla federazione internazionale di atletica leggera nel 1967, mentre il primo record mondiale indoor risale al 1982. Il record più longevo è stato quello stabilito dalla russa Svetlana Masterkova nel 1996, quello più breve fu segnato dalla statunitense Mary Decker nel luglio 1982, migliorato dopo due mesi dalla rumena Maricica Puică. Ad oggi, la World Athletics ha ratificato ufficialmente 15 record mondiali assoluti e 4 record mondiali indoor di specialità.

## Progressione

### Record assoluti
| Tempo    | Atleta              | Nazione          | Luogo                   | Data              | Note  |
| -------- | ------------------- | ---------------- | ----------------------- | ----------------- | ----- |
| 4'37"0 m | Anne Smith          | Regno Unito      | Londra, Regno Unito     | 3 giugno 1967     |       |
| 4'36"8 m | Mia Gommers         | Paesi Bassi      | Leicester, Regno Unito  | 14 giugno 1969    |       |
| 4'35"3 m | Ellen Tittel        | Germania Ovest   | Sittard, Paesi Bassi    | 20 agosto 1971    |       |
| 4'29"5 m | Paola Pigni         | Italia           | Viareggio, Italia       | 8 agosto 1973     |       |
| 4'23"8 m | Natalia Mărășescu   | Romania          | Bucarest, Romania       | 21 maggio 1977    |       |
| 4'22"1 m | Natalia Mărășescu   | Romania          | Auckland, Nuova Zelanda | 27 gennaio 1979   | [ 3 ] |
| 4'21"7 m | Mary Decker         | Stati Uniti      | Auckland, Nuova Zelanda | 26 gennaio 1980   | [ 4 ] |
| 4'20"89  | Ljudmila Veselkova  | Unione Sovietica | Bologna, Italia         | 12 settembre 1981 |       |
| 4'18"08  | Mary Decker         | Stati Uniti      | Parigi, Francia         | 9 luglio 1982     |       |
| 4'17"44  | Maricica Puică      | Romania          | Rieti, Italia           | 16 settembre 1982 |       |
| 4'16"71  | Mary Decker         | Stati Uniti      | Zurigo, Svizzera        | 21 agosto 1985    |       |
| 4'15"61  | Paula Ivan          | Romania          | Nizza, Francia          | 10 luglio 1989    |       |
| 4'12"56  | Svetlana Masterkova | Russia           | Zurigo, Svizzera        | 14 agosto 1996    |       |
| 4'12"33  | Sifan Hassan        | Paesi Bassi      | Monaco                  | 12 luglio 2019    |       |
| 4'07"64  | Faith Kipyegon      | Kenya            | Monaco                  | 21 luglio 2023    |       |

### Record indoor
| Tempo    | Atleta         | Nazione     | Luogo                        | Data             | Note |
| -------- | -------------- | ----------- | ---------------------------- | ---------------- | ---- |
| 4'20"5 m | Mary Decker    | Stati Uniti | San Diego, Stati Uniti       | 19 febbraio 1982 |      |
| 4'18"86  | Doina Melinte  | Romania     | East Rutherford, Stati Uniti | 13 febbraio 1988 |      |
| 4'17"14  | Doina Melinte  | Romania     | East Rutherford, Stati Uniti | 9 febbraio 1990  |      |
| 4'13"31  | Genzebe Dibaba | Etiopia     | Stoccolma, Svezia            | 17 febbraio 2016 |      |